# Редько, Владимир Никифорович
Редько Владимир Никифорович (12 апреля 1937, Киев) — академик НАН Украины (2000), доктор физико-математических наук, профессор, Заслуженный деятель науки и техники Украины .

## Биография
Родился 12 апреля 1937 года в городе Киеве . В 1959 году окончил механико-математический факультет Киевского государственного университета им. Т. Г. Шевченко, защитив дипломную работу по теме «Нильпотентные алгебры конечных абелевых групп» под руководством профессора Льва Калужина. В 1963—1970 гг. работал научным сотрудником в Институте кибернетики Академии наук СССР . Под руководством академика В. М. Глушкова в 1963 году окончил аспирантуру и защитил кандидатскую диссертацию (тема «Некоторые вопросы теории коммутативных автоматов», специальность «Математическая кибернетика»), в 1970 г. — докторскую (тема «Параметрические системы программирования», специальность «Математическая логика и программирование»).
В 1971 году Редько В. Н. основал кафедру теории программирования в университете и заведовал ею до апреля 2002 г.; профессор кафедры теории программирования с 1973 г.; декан факультета кибернетики в 1984—1987 гг.
За время работы в университете с 1971 г. разработал 5 нормативных и 16 специальных курсов. В последние годы читает нормативные курсы «Теория программирования», «Теоретические основы программирования», специальные курсы «Основы процессологии», «Программные логики», «Проблемы программологии», «Основы программологии», ведет семинары «Програмология и её применение», «Логики программирования». По приглашению прочитал курс лекций «Дескриптивные структуры информатики» в Лейпцигском университете (1994 г.).
Главным направлением научных исследований школы является экспликативное программирование — теория дескриптивных и декларативных программных алгеброидов (алгебраических структур, выступающих формальными и адекватными моделями структур данных, программ и средств конструирования программ).
Редько В. Н. является автором более 160 научных, учебных и методических работ. Среди них три монографии, вышедшие в издательствах «Лыбидь» (Киев, 1992 г.), «Научная мысль» (Киев, 1992 г.) и «Академпериодика» (Киев, 2001 г.).
В 1992 году он был избран членом-корреспондентом Национальной Академии Наук Украины по специальности «Автоматизированные системы», а в 2000 году — академиком по специальности «Информационные системы» отделения информатики.

## Награды
За плодотворную научную и педагогическую деятельность Редько В. Н. удостоен юбилейной медали «За доблестный труд. В ознаменование 100-летия со дня рождения Владимира Ильича Ленина» (1970), знаком «Победитель социалистического соревнования 1976 года» Министерства высшего и среднего специального образования СССР и ГК профсоюза работников образования, высшей школы и учреждений (1977), нагрудным знаком «За отличные успехи в работе» министерства высшего и среднего специального образования СССР, медалью «В память 1500-летия Киева» Президиума Верховного Совета СССР (1982), орденом Дружбы народов СССР (1984), нагрудным знаком «За достижение» министерства Украины по делам науки и технологий" (1999), Почетной Грамотой за особо выдающиеся заслуги перед Киевским национальным университетом имени Тараса Шевченко (2002).

## Основные труды
- Редько В. Н. Дескриптивные системы: ретроспективы и перспективы. Материалы V международной научно-практической конференции по программированию, УкрПРОГ `2006, 23-25 мая 2006 г., Украина, Киев
- Редько В. Н., Редько И. В., Гришко Н. В. Дескриптивные системы: концептуальные базис. Журнал «Проблемы программирования», № 2-3, специальный выпуск. — 2006, ст. 75-80.
- Буй Д. Б., Никитченко Н. С., Омельчук Л. Л., Редько В. Н., Шишацкая О. В. Классификация языков и методов формальных спецификаций программных систем. International conference "TAAPSD` 2008 ". Abstracts. — Kyiv-Chernihiv, 2008 — pp. 27-33.
- Редько В. Н., Редько И. В., Гришко Н. В. Программологические основания сущносной платформы. Проблемы программирования, № 3. −2008 г., С.75-83
- Редько В. Н., Редько И. В. Экзистенциальный основания композиционной парадигмы. Журнал «Кибернетика и системный анализ», № 2. — 2008, ст. 3-12.
- Редько В. Н., Богатырева Ю. А., Буй Д. Б. Примитивные программные алгебры функций множественных (мультимножинних) аргументов и значений. Доклады Национальной академии наук Украины. Научно-теоретический журнал Президиума НАН Украины. — № 9. — 2011.